# Mirosław (Litwa)
Mirosław (lit. Miroslavas) – miasteczko na Litwie w okręgu olickim w rejonie Olita, siedziba starostwa Mirosław.
Za Królestwa Polskiego (1868-1919) siedziba wiejskiej gminy Mirosław w powiecie sejneńskim w guberni suwalskiej.
Kościół parafialny murowany, założony w 1763 przez Antoniego i Teresę Ważyńskich z Bendr. Osadzono przy nim księży marianów.
Wieś wchodziła w skład dóbr Gudzieniszki.